# چندجمله‌ای درجه دوم

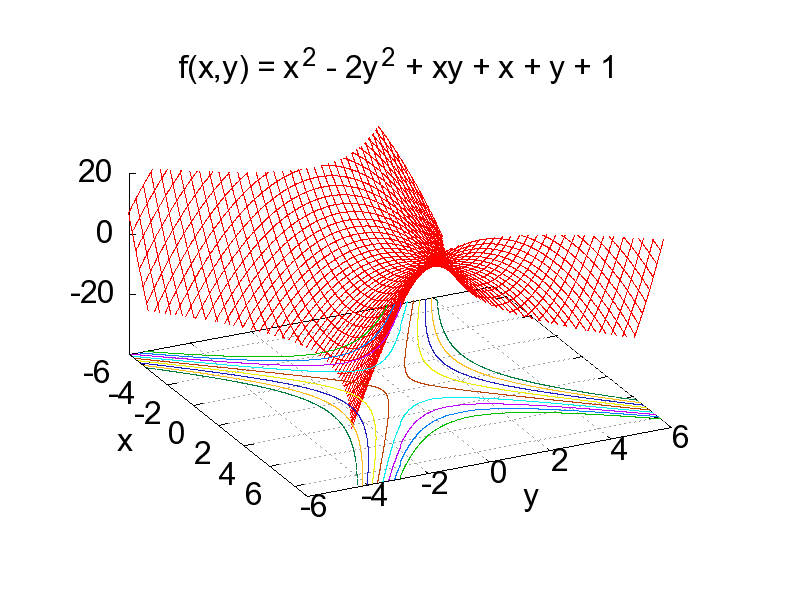
معادلات چند جمله ای می تواند به صورت از 1 بعد تا n بعد باشد

در ریاضیات، چندجمله‌ای درجهٔ دوم (Quadratic polynomial) زمانی مصداق پیدا می‌کند که جملهٔ غالب در چندجمله‌ای مورد نظر درجهٔ دو داشته باشد.
{\displaystyle f(x)=ax^{2}+bx+c\,}. 